# Province d'Iga
Pour les articles homonymes, voir Iga.
La province d'Iga (伊賀国, Iga no kuni) est une ancienne province du Japon qui occupait une région comprise dans l'actuelle partie ouest de la préfecture de Mie. Elle était entourée par les provinces d'Ise, Omi, Yamato et Yamashiro.
La ville qui protégeait la province grâce à son château était Ueno, et la province était divisée en quatre districts.
La province d'Iga était célèbre pour les ninjas de son école Iga-ryū, le plus connu d'entre eux étant sans doute Hattori Hanzō. La province est d'ailleurs considérée — avec la province de Kōga et son école Kōga-ryū — comme le lieu de naissance du ninjutsu, l'art martial des ninjas.